# Saint-Martin-du-Fouilloux (Maine y Loira)
 Saint-Martin-du-Fouilloux  es una población y comuna francesa, en la región de Países del Loira, departamento de Maine y Loira, en el distrito de Angers y cantón de Saint-Georges-sur-Loire.

## Demografía
| 463 | 506 | 596 | 1061 | 1315 | 1368 |
| Para los censos de 1962 a 1999 la población legal corresponde a la población sin duplicidades (Fuente: INSEE [Consultar]) |     |     |      |      |      |